# Distretto di San Pedro de Cachora
Il distretto di San Pedro de Cachora è un distretto del Perù nella provincia di Abancay (regione di Apurímac) con 3.531 abitanti al censimento 2007 dei quali 805 urbani e 2.726 rurali.
È stato istituito il 7 dicembre 1943.